# Vojašnica Tolmin
Vojašnica Tolmin (prej vojašnica Maršal Tito) je bila nekdanja vojašnica jugoslovanske ljudske armade v Sloveniji. Dograjena je bila dobri dve leti pred prvo svetovno vojno. Med boji v Posočju so jo Italijani porušili po vojni pa so jo obnovili in dogradili. Med obema vojnama je služila za nastanitev italijanske vojske ob takratni rapalski meji. Po kapitulaciji Italije leta 1943 so jo zasedli Nemci po vojni pa jo je začela uporabljati JLA. Ta je v njej ostala vse so osamosvojitve Slovenije leta 1991. Danes je v nekdanji vojašnici obrtna poslovna cona Tolmin.

## Zgodovina
Zaradi pomanjkanja ustreznih namestitvenih objektov za vojsko je Avstro-Ogerska začela v začetku dvajsetega stoletja v Tolminu graditi vojašnico. Vojašnica je bila dokončana dobri dve leti pred začetkom prve svetovne vojne v Posočju. Ob izbruhu sovražnosti je Avstro-Ogerska vojsko objekte zapustila in zasedla obrambne položaje nad Tolminom. Ker je frontna črta potekala v bližini vojašnice je bila ta tarča nenehnega italijanskega topniškega obstreljevanja tako, da je bila do konca vojne skoraj popolnoma porušena. Po vojni so Italijani na ruševinah stare vojašnice postavili novo in jo uporabljali za namestitev enot, ki so varovale rapalsko mejo. Skupaj z novo vojašnico so bile v dolini Tolminke zgrajene tudi utrdbe alpskega zidu. Po aprilski vojni je vojašnica samevala saj zaradi padca rapalske meje namestitev večjega števila vojaških enot v Tolminu ni bilo več potrebno. Po kapitulaciji Italije leta 1943 je vojašnico zasedla nemška vojska in ostala  njej vse do svojega umika maja 1945. Po drugi svetovni vojni se je v vojašnico naselila JLA in jo uporabljala vse do svojega umika iz Slovenije leta 1991. V njej je bil nastanjen 1. planinski bataljon 345. planinske brigade s sedežem v Kranju. Med osamosvojitveno vojno je bila vojašnica s strani Teritorialne obrambe blokirana tako, da med vojno ni odigrala nobene večje vloge. Prvi dan vojne so iz nje proti mejnim prehodom v zgornji Soški dolini krenile manjše skupine vojakov, do spopadov ni prišlo.
Po osamosvojitvi in umiku JLA iz Slovenije je vojašnico prevzela Teritorialna obramba (kasnejša Slovenska vojska), ta je vojašnico ocenila kot neperspektivno in objekte postopoma predala občini Tolmin. Ta je v prostorih nekdanje vojašnice uredila obrtno poslovno cono. Nekateri objekti nekdanjega kompleksa vojašnice so še vedno v lasti MORS.